# Marshall Plumlee
Marshall Harrison Plumlee (ur. 14 lipca 1992 w West Lafayette) – amerykański koszykarz występujący na pozycji środkowego, obecnie zawodnik Milwaukee Bucks oraz zespołu G-League – Wisconsin Herd.
Jego dwaj bracia starsi bracia Miles i Mason także występują w NBA. Ich siostra Madeleine występuje w drużynie siatkarskiej uczelni Notre Dame.
W 2011 wystąpił w meczu gwiazd amerykańskich szkół średnich – McDonald’s All-American.
Pięcioletnie studia rozpoczął w 2011, jednak w drużynie akademickiej można występować tylko cztery lata. W związku z powyższym pauzował przez sezon 2011/12, a zadebiutował oficjalnie dopiero podczas kolejnych rozgrywek. Trenował wtedy z zespołem, ale nie występował w oficjalnych spotkaniach ligowych. Właśnie wtedy w drużynie uczelni Duke występowali jego starsi bracia. Wszyscy trzej bracia mają na swoim koncie tytuły mistrza NCAA.
7 lipca 2017 został zwolniony przez New York Knicks. 27 września dołączył do Los Angeles Clippers. 14 października został zwolniony.
15 stycznia 2018 podpisał umowę z Milwaukee Bucks na występy zarówno w NBA, jak i zespole G-League – Wisconsin Herd.

## Osiągnięcia
Stan na 27 września 2017, na podstawie, o ile nie zaznaczono inaczej.
NCAA
- Mistrz NCAA (2015)
- Uczestnik rozgrywek:
  - Elite Eight 2013, 2015 turnieju NCAA (2013, 2015)
  - Sweet Sixteen (2013, 2015, 2016)
  - turnieju NCAA (2013–2016)

Reprezentacja
- Mistrz Ameryki (2017)